# 닐·아드미라리의 천칭
닐·아드미라리의 천칭(일본어: ニル・アドミラリの天秤 帝都幻惑綺譚, Nil Admirari no Tenbin: Teito Genwaku Kitan)은 플레이스테이션 비타용으로 2016년 4월 21일 처음 출시된 Otomate가 개발한 오토메 비주얼 노벨 비디오 게임이다. 각본은 가타기리 유마가, 미술은 사토이가 맡았다. 후속작(Nil Admirari no Tenbin: Kuroyuri En'yōtan)은 2017년에 출시되었고 다른 후속작(Nil Admirari no Tenbin: Irodori Nadeshiko)은 2018년 닌텐도 스위치용으로 출시되었다. 오리지널 게임의 애니메이션 각색판은 Zero-G의 다카타 마사히로가 감독을 맡았으며 2018년 4월 8일부터 6월 24일까지 방영되었다.

## 평가
| 평가                                     |       |
| ---------------------------------------- | ----- |
| 평론 점수 평론사 점수 패미츠 32/40 [ 1 ] |       |
| 평론 점수                                |       |
| 평론사                                   | 점수  |
| 패미츠                                   | 32/40 |